# Adolf Nuglisch

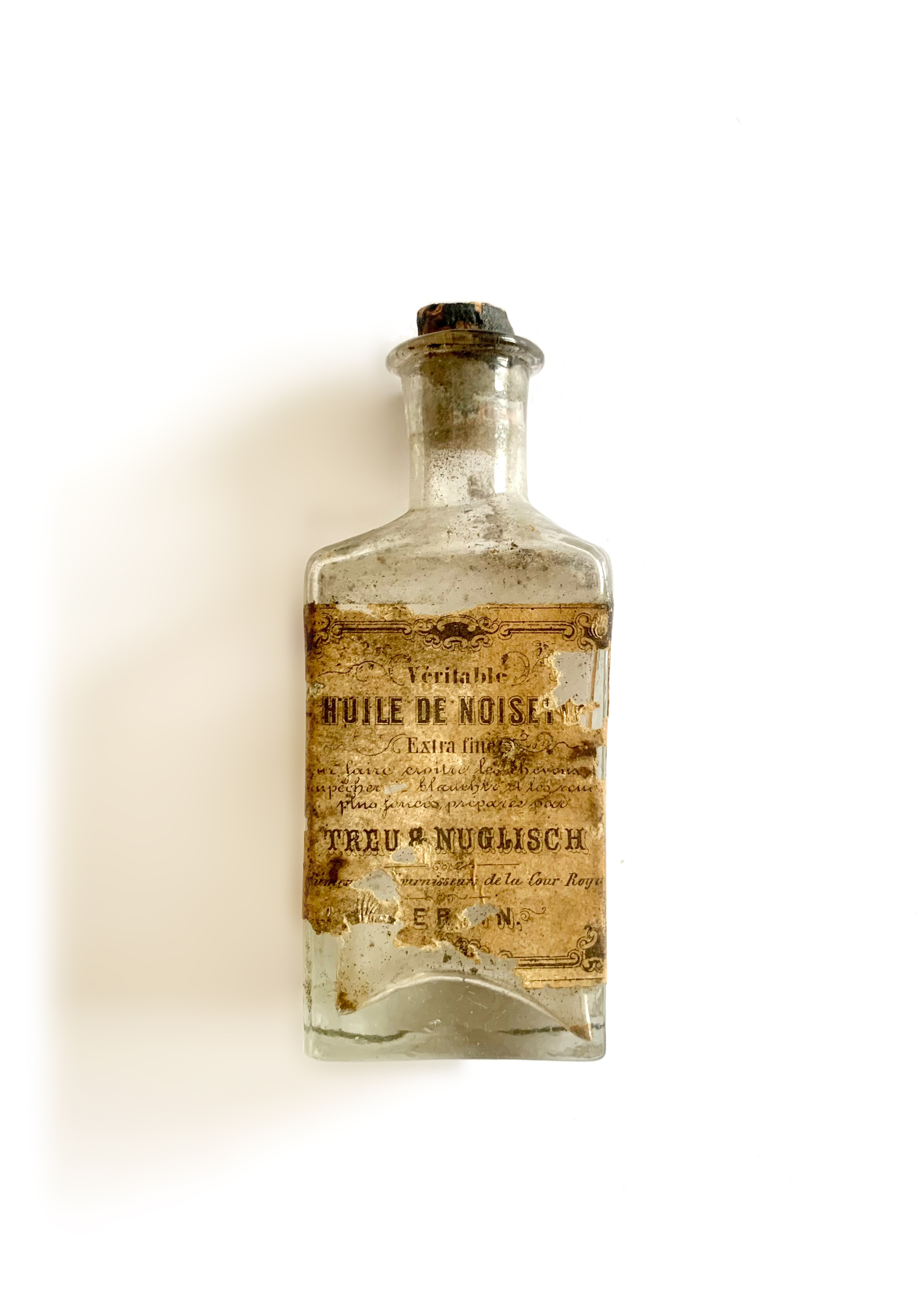
Haaröl-Flasche der Firma Treu & Nuglisch, ca. 1840/1850.

Adolf Theodor Casimir Friedrich Heinrich Nuglisch (* 3. November 1800 in Berlin; † 2. Februar 1878 ebendort) war ein deutscher Kaufmann, Parfümeur und Drogeriewarenhändler sowie Mitgründer der Firma Treu & Nuglisch.

## Leben
Adolf (auch Adolph) Friedrich Heinrich Casimir Theodor Nuglisch kam als Sohn des Geheimen expedierenden Sekretärs Gustav Casimir Nuglisch (* 27. September 1757; † 11. April 1804) und der seit 12. April 1794 mit ihm vermählten Amalie Sophie Friederica Nuglisch, geb. Appelius (* um 1775; † 11. August 1822) in Berlin zur Welt. Als sein Vater starb, war Adolf dreieinhalb Jahre alt. Sein älterer Bruder, der spätere Superintendent Eduard Gustav Casimir Wilhelm Ferdinand Nuglisch (* 19. Juli 1798; † 11. April 1854), wurde im Waisenhaus Oranienburg erzogen und besuchte später das Joachimsthalsche Gymnasium. Eine Schwester, Amalie Auguste Charlotte Louise Nuglisch (* 6. März 1796; † 24. August 1849), heiratete am 21. Oktober 1818 den damaligen Hauptmann im Ingenieur-Korps und späteren Geheimen Kriegs- und Domänenrat Friedrich Wilhelm von Lamprecht (1788–1865), einen Sohn des Georg Friedrich von Lamprecht.
Über die Jugend und die Ausbildung von Adolf Nuglisch ist wenig bekannt. Karl August Varnhagen von Ense, der wohl um 1803 mit seinen Eltern bekannt war, nannte ihn einen „aus tiefster Dürftigkeit hervorgegangenen Fabrikanten“. Offenbar begann er als Apotheker und eröffnete am 1. April 1823 in Berlin gemeinsam mit Karl Treu die erste in Preußen gegründete Parfümerie- und Kosmetikseifen-Fabrikation. Der erfolgreiche Firmenname Treu & Nuglisch wurde bei wechselnden Besitzern bis in die ersten Jahrzehnte des 20. Jahrhunderts beibehalten.
Das Geschäft, das anfangs auch die Fabrikation beherbergte, befand sich zunächst an der Ecke der Markgrafen- und Leipzigerstraße Nr. 69. Seit 1829 war Nuglisch Eigentümer des Hauses in der Jägerstraße Nr. 33, Ecke Oberwallstraße. Das Verkaufsmagazin war nach französischem Vorbild eingerichtet und mit einem Gemälde dekoriert, das die römische Göttin Flora darstellte; der Publikumsverkehr, den es hervorrief, wurde Zielscheibe zeitgenössischer Satire. 1823 betrieben die Inhaber auch schon Verkaufsstände in Leipzig und Frankfurt (Oder). Mit der Zeit gab es weitere Vertretungen in Paris, Mailand und Frankfurt am Main.
Karl Treu schied Ende der 1830er-Jahre aus; er wurde 1838 in den Vorstand der Berlin-Frankfurter Eisenbahngesellschaft berufen, deren Direktor er von 1842 bis 1843 war.
1831 gründete Nuglisch mit Karl Treu und August Gerhard Thies unter dem Namen Treu, Nuglisch und Kompagnie eine Niederlassung ihrer Seifenfabrikation in Wien, wo sie sich zunächst in der Gärtnergasse 40, in späteren Jahren in einem Ladenlokal Am Kohlmarkt einrichteten. Sie wurden hier, wie bereits in Berlin, Hoflieferanten. Im Jahr 1839 wurden in Wien mit 200 Mitarbeitern 200 000 Stück Seife produziert. Neben Parfüm und Seife wurden auch Pflanzenöle, Pomaden, Puder, Räucherpulver, Rasierzeug, Enthaarungscremes und andere Kosmetik und Haushalts-Reinigungsmittel verkauft; für manche Produkte wurden Patente oder Privilegien erteilt. Die Firma exportierte ihre Waren insbesondere nach Russland und Rumänien.
1866 wurde Adolf Nuglisch der Titel Geheimer Kommerzienrat verliehen. Im damaligen Berlin galt er als „eine der bekanntesten Figuren der Gesellschaft seiner Zeit“. Bei den regelmäßigen Diners, die er in der Jägerstraße 33 gab, verkehrten unter anderen Adolph von Menzel und der langjährige Direktor der benachbarten Preußischen Bank Gustav Ferdinand von Lamprecht, der über seinen Bruder Friedrich Wilhelm von Lamprecht mit Nuglisch verschwägert war.
Adolf Nuglisch verstarb im Frühjahr 1878. Er wurde wie sein Bruder auf dem Friedrichswerderschen Friedhof in Berlin-Kreuzberg beigesetzt. Seine Grabstätte ist noch erhalten.
Das von ihm hinterlassene Vermögen wurde auf 5 Millionen Reichsmark geschätzt. Nach seiner letztwilligen Bestimmung erhielt die Belegschaft seiner Firma gestaffelte Beträge aus diesem Vermögen, der erste Buchhalter 30 000, der nachfolgende 20 000 und die jüngeren Kommis je 5000; der älteste Arbeiter 5000, die jüngeren je 1000, die jüngsten Arbeiterinnen je 100 Reichsmark.
Die Seifenfabrikation wurde 1880 nach Moabit in die Dreysestraße 5 verlegt. 1902 verkaufte die Familie die Firma Treu & Nuglisch an den Wettbewerber J. F. Schwarzlose Söhne. Ab diesem Zeitpunkt verlagerte auch Schwarzlose seine Produktion von der Markgrafenstraße 29 in die Dreysestraße 5. Erst 1976 wurde die Fabrik geschlossen.

## Familie
Adolf Nuglisch war seit dem 23. August 1826 mit einer Cousine, Emilie Pauline Antonie Nuglisch, geb. Appelius (um 1805–1880) verehelicht.  Das Paar wurde jedoch 1847 geschieden.
Aus dieser Ehe gingen mehrere Kinder hervor. Eine Tochter, Marie Therese Anna Nuglisch (* 16. Juli 1827; † 1909), heiratete am 25. September 1864 den Professor für Nationalökonomie Carl Jacob Friedländer (1817–1876). Einer ihrer Söhne war der spätere Geologe und Vulkanologe Gottfried Immanuel Friedlaender (1871–1948). Ihre jüngere Schwester Sidonie Agnes Clara Nuglisch (* 21. Januar 1829; † 1907) heiratete den Diplomaten und Geheimen Legationsrat Hermann Karl von Wilke (1827–1896). Ein Sohn des Ehepaars Nuglisch, Emil Gustav Eduard Nuglisch (* 12. September 1844; † 11. Juli 1845), überlebte das erste Lebensjahr nicht.
Otto von Wilke, Nuglischs Enkel, übernahm 1878 gemeinsam mit Anselm Gerold die Firma; er verstarb im Juni 1902 mit 47 Jahren in Baden-Baden und wurde in Frankfurt am Main beigesetzt. Seine Schwester Auguste Alexandrine Sidonie von Wilke (* 7. April 1856; † 1939) heiratete am 28. Mai 1877 den Oberpräsidenten der Provinz Sachsen, Kurt Adolf Wilhelm von Wilmowsky (1850–1941). Eine weitere Enkelin, Sidonie Marie von Wilke (* 6. Mai 1861; † 6. März 1935), ehelichte 1885  den königlich-sächsischen Premierleutnant und späteren kommandierenden General Maximilian von Laffert (1855–1917).

## Sonstiges
- 1867 schrieb Rudolf Hahn ein Singspiel in einem Akt unter dem Titel Von Treu & Nuglisch.
- Das Geschäftshaus an der Ecke zur Oberwallstraße, das vom benachbarten Konfektionshaus Manheimer 1906 übernommen und zugunsten eines Anbaus abgerissen wurde,[43] bildete für den Berliner Volksmund ein Element der sogenannten Gleichgültigen Ecke. Dort lagen vier benachbarte Ladenlokale, die vier auf die sprichwörtliche Berliner Gleichgültigkeit bezogene Redensarten repräsentierten: die 1839 eröffnete Frühstücksstube des ehemaligen Hausdieners bei Treu & Nuglisch, Ludwig Friedrich Niquet, wo es Würste und bayrisches Bier gab[44] („alles Wurscht“), der Kerzenzieher (eigentlich Fabrikant von Schwarzfetten und Kernseifen) Ferdinand Ludolf Gladebeck („alles Schnuppe“), das Konfektionswarengeschäft von Louis Landsberger („Jacke wie Hose“) und Nuglischs Seifen- und Parfümeriegeschäft („alles Pomade“).[45]
- Die Wiener Niederlassung wurde seit 1890 unter dem Namen Treu & Nuglisch Nachfolger Carl Thies geführt.[46]